# 제임스 J. 제프리스

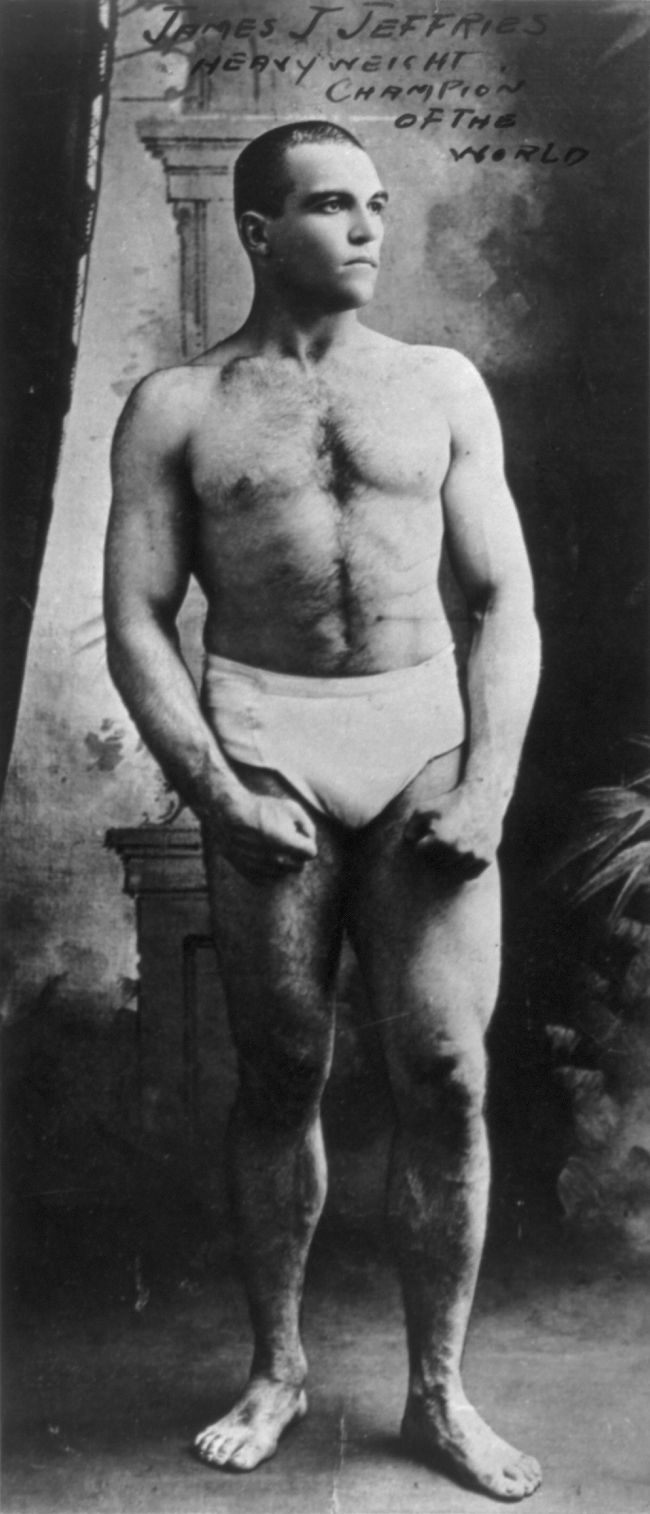
제임스 J. 브래덕

제임스 잭슨 제프리스(James Jackson Jeffries, 1875년 4월 15일 ~ 1953년 3월 3일)은 미국의 권투 선수로, 세계 헤비급 챔피언이었다.